# Cendres de lune
Cendres de lune (рус. Лунный пепел) — дебютный студийный альбом французской певицы Милен Фармер, выпущенный 1 апреля 1986 года. Диск не имел таких высоких продаж, как её последующие альбомы, но помог начать её карьеру. Во Франции альбом получил сертификацию дважды золотого диска за продажи в 700 тысяч копий. Название альбома цитирует начальные строки песни «Libertine»: «Cendre de lune, petite bulle d'écume…».

## Создание
После сравнительного успеха первых трёх синглов («Maman a tort», «On est tous des imbéciles» (не вошёл в альбом) и «Plus grandir») будущая карьера Фармер была под большим вопросом. Вовремя появилась песня «Libertine», которая просто взорвала Францию в 1986 году и позволила певице записать первый альбом. Сингл разошёлся тиражом в 400 тысяч копий и этому сопутствовал 11-минутный клип, сделанный Лораном Бутонна — это было первое крупномасштабное музыкальное видео, где певица появилась полностью обнажённой. В 1987 году вслед за «Libertine» последовал ещё один успешный сингл «Tristana», чьи продажи составили 350 тысяч копий. Его включили в переиздание альбома для повышения продаж. Помимо Франции, диск был так же выпущен в Германии и Канаде. На электронных носителях альбом был впервые представлен в 2005 году.

## Музыка и лирика
В отличие от всех последующих альбомов, тексты песен, равно как и музыку, написал Лоран Бутонна. Он утверждал, что имел некоторые сложности в сочинении текстов. Всё же, в трек-листе присутствуют три песни, тексты к которым написала Милен — это «Plus Grandir», «Au Bout de la nuit» и «Tristana» (после последней было решено, что в дальнейшем сотрудничестве Фармер будет писать тексты, а Лоран — музыку). Основные темы альбома, те же, что будут присутствовать во всех последующих работах певицы: тексты рассказывающие о смерти, суициде, насилии, сексуальности, печали и страхе кончины. Именно в этом альбоме были заложены основы мира творчества Фармер, которые своей мрачной атмосферой разительно отличались от всеобщего позитивизма музыки, царящего на том этапе во Франции.
Музыка написана Лораном Бутонна, за исключением двух песен «Maman a tort» (написанную в соавторстве с Жеромом Дааном) и «Libertine» (музыку к которой написал Жан-Клод Декен), который на том этапе увлекался такими музыкальными стилями как new wave и синтипоп. Именно из-за этого увлечения альбом наполнен аранжировками, исполненными на синтезаторах и акустическом пианино.

## Реакция критики
| Оценки критиков | Оценки критиков |
| Источник        | Оценка          |
| --------------- | --------------- |
| Allmusic        | [ 4 ]           |

Cendres de lune в целом хорошо принят критиками. Его расценили как «отличный» (Gaipied), «успешный» (Podium), «первый альбом, но уже виртуозный» (La Provence),, «среди множества разнообразных, один из самых красивых на тот период» (Les Gran). «Полный маленьких чудес» (Charente), он содержит «хиты слишком дерзкой и вульгарной подачи» (Télé Poche) и дает реальное представление о таланте [Фармер]; [певица] переносит нас с её кристаллическим голосом и странными текстами в мир вне времени и вне стандартов (Le Républicain). «Песни Милен заполняют воздух атмосферой поочерёдно озорной и грустной, но очень привлекательной» (7 à Paris). «Голос Милен является изысканным и её соратники делают всё, чтобы она пела о немного необычных вещах» (La Dépêche). «[Фармер] соблазняет чувствительными текстами, почти сюрреалистическими, местами эротическими» (Le Télégramme).

## Список композиций
| №   | Название                         | Текст песни   | Музыка         | Длительность |
| --- | -------------------------------- | ------------- | -------------- | ------------ |
| 1.  | «Libertine»                      | Лоран Бутонна | Жан-Клод Декен | 3:49         |
| 2.  | «Au Bout de la nuit»             | Милен Фармер  | Бутонна        | 4:21         |
| 3.  | «Vieux Bouc»                     | Бутонна       | Бутонна        | 5:38         |
| 4.  | «Tristana»                       | Фармер        | Бутонна        | 4:35         |
| 5.  | «Chloé»                          | Бутонна       | Бутонна        | 2:35         |
| 6.  | «Maman a tort»                   | Жером Даан    | Даан, Бутонна  | 4:04         |
| 7.  | «We'll Never Die»                | Бутонна       | Бутонна        | 4:15         |
| 8.  | «Greta»                          | Фармер        | Бутонна        | 4:48         |
| 9.  | «Plus grandir»                   | Фармер        | Бутонна        | 4:04         |
| 10. | «Libertine (remix special club)» | Бутонна       | Декен          | 5:53         |
| 11. | «Tristana (remix club)»          | Фармер        | Бутонна        | 7:10         |
| 12. | «Cendres de Lune»                |               | Бутонна        | 1:47         |

## Позиции в чартах
| Чарт (1986)              | Наивысшая позиция |
| ------------------------ | ----------------- |
| French SNEP Albums Chart | 10                |
| Чарт (1989)              | Наивысшая позиция |
| French SNEP Albums Chart | 39                |
| Чарт (2005)              | Наивысшая позиция |
| French Top Mid'Price     | 5                 |